# Экк, Александр Арнольдович
Алекса́ндр Арнольдович Экк (Alexandre Eck; Мартынов, Мухин, Будовничий; 16 декабря 1876, Полоцк, Витебская губерния — 30 марта 1953, Брюссель) — русский филолог, историк и педагог, специалист по средневековой русской литературе.

## Биография
Родился 16 декабря 1876 года в Полоцке Витебской губернии. После окончания историко-филологического факультета Варшавского университета был оставлен при университете для приготовления к профессорскому званию по кафедре славянской филологии.
Участвовал в социал-демократическом движении. Являлся членом Бунда РСПДРП (б). В 1903 году был арестован и с сентября того же года отбывал ссылку в Архангельске. Жил в доме Точилова на Соборной улице в одной квартире с Ю. Н. Лавриновичем. С сентября по ноябрь 1904 года отбывал ссылку в Шенкурске.
Преподавал в Московском университете.
В 1909 году эмигрировал во Францию. Жил в Нанси, Ницце, а с 1912 года — в Париже. Принимал участие в Первой мировой войне, воюя в офицерском чине в составе Иностранного легиона.
После войны вернулся в Париж, где в 1920–1921 годах преподавал русскую литературу в Русской гимназии. В 1921 году принимал участие в собрании по поводу организации Русского народного университета в Париже, в котором позже читал лекции. Руководил циклом исторических лекций-прогулок по Парижу, участвовал в заседаниях Русской академической группы.
С 1921 года — преподаватель по истории России в Гентском университете, в котором получил звание профессора.
С 1934 года по 1947 год — профессор кафедры русской истории, специально созданной для него в брюссельском университете.
В 1935 был избран председателем общества французских и бельгийских историков «Société Jean Bodin pour l‘histoire comparative des institutions» (оставался им до конца жизни).
Во время Второй мировой войны находился в рядах французской армии, затем британской. После войны вернулся в Брюссельский университет, заведовал Славянским отделением Института восточной и славянской истории и филологии.

## Научный вклад
Участвовал в Париже в собраниях французского Общества истории права («Société Française d’Histoire du Droit»). Публиковал труды в бельгийских и французских научных журналах. В центре его научных интересов лежали древнейшие памятники русской литературы, в особенности — Слово о полку Игореве.
Его ученик, Жан Бланков, перевёл «Слово о полку Игореве» на французский язык.

## Избранные труды
- Eck A. Le Moyen Age russe («Русское средневековье») / Préface de Henri Pirenne. — Paris: Maison du livre étranger, 1933. — 583 p. с. — (Institut de philologie et d'histoire orientales de l'Université libre de Bruxelles).[6]
- Eck A. Le Moyen Age russe / Préface de Henri Pirenne. — 2me éd. phototypique, avec l'avant-propos et une revision de bibliographie par Marc Szeftel. — [The Hague]: Mouton & Co, 1968. — 605 с.[7]
- Eck A. Précédée d'un poème de Wega et d'une étude (фр.) // Tchekhov A. P. La cerisaie; comédie en 4 actes / 1e version française par C. Mostkova et A. Lamblot. — Bruxelles: M. Lamertin, Libraire-Éditeur.[8]
- Szeftel M. Documents de droit public relatifs à la Russie medieval / Sous la direction initiale de Alexandre Eck. — 1963.[9]
- Eck A. «Le Miracle de Pouchkine» («Пушкинское чудо») (1937)